# Pompeu Fabra
Pompeu Fabra i Poch (20. února 1868, Barcelona – 25. prosince 1948, Prades) byl katalánský jazykovědec, hlavní autor v současnosti používané jazykové normy katalánštiny.

## Biografie
Vystudoval strojní inženýrství, od mládí se ale věnoval studiu katalánštiny. V roce 1890 vytvořil skupinu L'Avenç, která usilovala o modernizaci katalánského pravopisu. V roce 1904 vydal spolu s dalšími autory normativní spis o pravopise Tractat d'ortografia catalana, v roce 1912 pak gramatiku Gramática de la llengua catalana. V roce 1911 se stal profesorem katalánštiny v Barceloně, později předsedou Ústavu katalánských studií, který v roce 1913 publikoval pravopisnou normu, v roce 1917 pravopisný slovník a v roce 1918 závaznou gramatiku. V roce 1918 vydal P. Fabra učebnici katalánské gramatiky a v roce 1932 také katalánský slovník. V roce 1934 byl zatčen, později emigroval do Francie. Jeho jméno nese barcelonská univerzita Universitat Pompeu Fabra. Jeho hrob se nachází v klášteře Saint-Michel de Cuxa, který navštíví každoročně tisíce Katalánců.

## Publikace
výběr
- Fabra, Pompeu. Ensayo de gramatica de catalan moderno. Barcelona. 1891.
- Fabra, Pompeu. Contribució a la gramàtica de la llengua catalana. Barcelona.1898.
- Fabra, Pompeu. Silabari català. Barcelona. 1904.
- Fabra, Pompeu. Tractat de ortografia catalana. Barcelona. 1904.
- Fabra, Pompeu. Qüestions de gramàtica catalana. Barcelona. 1911.
- Fabra, Pompeu. Gramática de la lengua catalana. Barcelona. 1912.

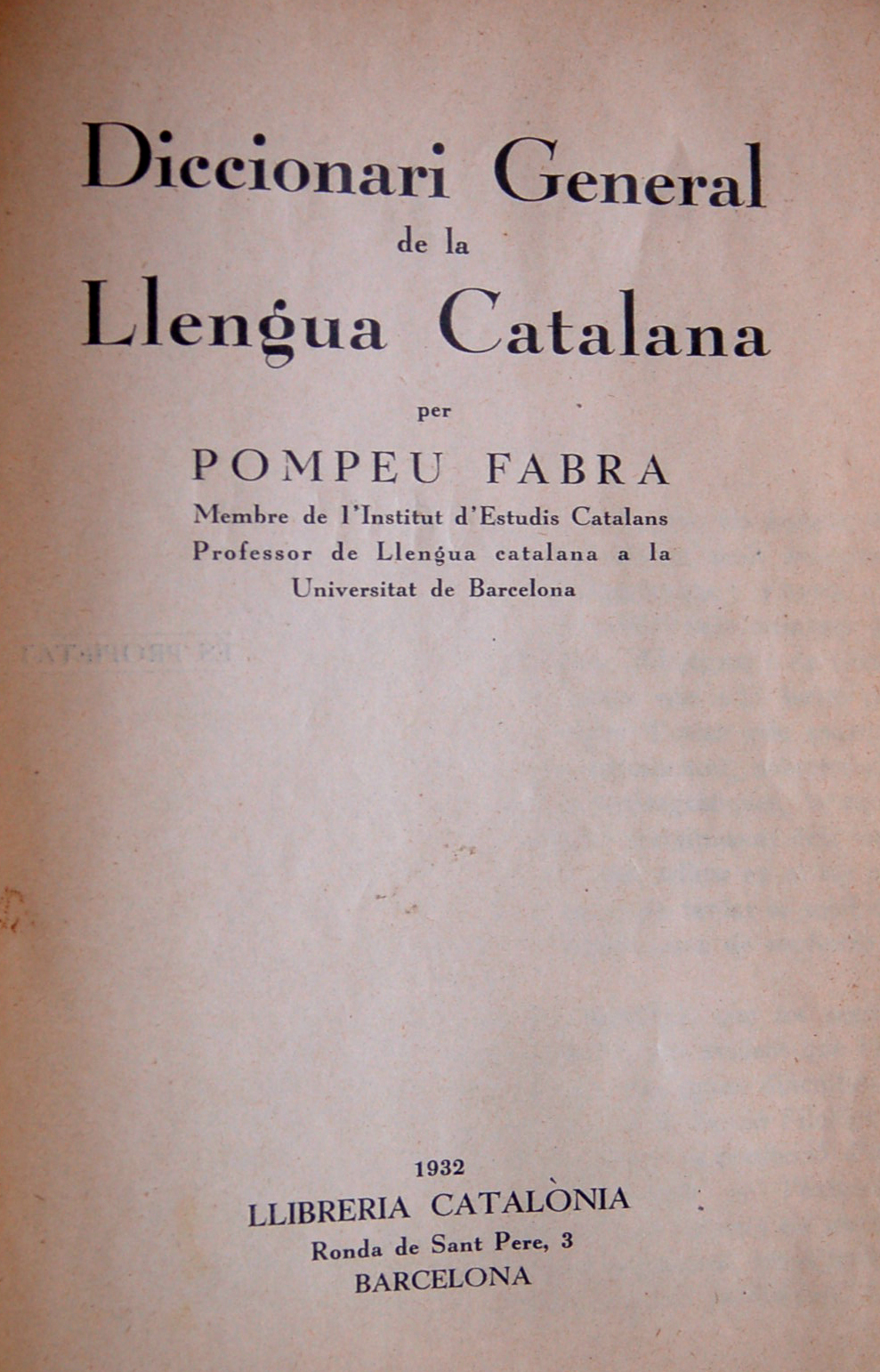
Jeden z prvních katalánských slovníků

- Fabra, Pompeu. Gramàtica catalana. Barcelona. 1918.
- Fabra, Pompeu. Gramàtica catalana : curs mitjà. Barcelona. 1918.
- Fabra, Pompeu. Gramàtica francesa. Barcelona. 1919.
- Fabra, Pompeu. Les Principals faltes de gramàtica : manera d'evitar-les. Barcelona. 1925.
- Fabra, Pompeu. La Conjugació dels verbs en català. Barcelona. 1927.
- Fabra, Pompeu. Manuals de gramàtica catalana. Barcelona. 1927.
- Fabra, Pompeu. Abrégé de grammaire catalane. Paris. 1928.
- Fabra, Pompeu. Compendio de gramática catalana. Barcelona. 1929.
- Fabra, Pompeu. Diccionari general de la llengua catalana. 1932.
- Fabra, Pompeu. Gramàtica catalana. Barcelona. 1933, 1946, 1956.
- Fabra, Pompeu. Grammaire catalane. Paris. 1941.